# Professeur Layton
Pour le personnage, voir Professeur Layton (personnage).
Professeur Layton (レイトン教授シリーズ, Reiton-kyōju) est une série de jeux vidéo d'aventure et de réflexion sur Nintendo DS , Nintendo 3DS et Nintendo Switch de type point and click développés par Level-5. Les énigmes sont signées par Akira Tago.
Chaque titre est basé sur une suite d'énigmes et de casse-têtes posés par les habitants des villes visitées par les personnages principaux. Il n'est pas nécessaire de résoudre toutes les énigmes pour progresser, mais certaines sont obligatoires. Le joueur incarne le professeur Hershel Layton, archéologue britannique reconnu, dont les capacités de réflexion permettent de faire la lumière sur toutes les affaires qu'on lui soumet, même les plus déroutantes. Il est toujours accompagné de son jeune assistant, Luke Triton.
Le premier opus Professeur Layton et l'Étrange Village est le succès surprise critique et commercial de 2007 au Japon. Les trois premiers jeux constituent une première trilogie, tandis que les trois suivants sont une préquelle qui illustre la rencontre entre Layton et Luke et leurs premières enquêtes. En 2023, après dix ans sans aucun jeu ayant le Professeur comme seul personnage principal, un nouvel opus, Professeur Layton et le Nouveau Monde à Vapeur, est annoncé lors d'un Nintendo Direct pour une sortie sur la Nintendo Switch.
En 2023, plus de 18 millions d'exemplaires de jeux Professeur Layton ont été vendus dans le monde. Un film d'animation, Professeur Layton et la Diva éternelle, est sorti au Japon en 2009, de même qu'un crossover en 2012 en collaboration avec Capcom, Professeur Layton vs. Phoenix Wright: Ace Attorney, sur Nintendo 3DS.

## Jeux
| 2007 | L'Étrange Village                                                  |
| 2007 | La Boîte de Pandore                                                |
| 2008 | Le Destin perdu                                                    |
| 2009 | L'Appel du Spectre                                                 |
| 2009 | La Diva éternelle                                                  |
| 2010 |                                                                    |
| 2011 | Le Masque des miracles                                             |
| 2012 | Layton Brothers: Mystery Room                                      |
| 2012 | Professeur Layton vs. Phoenix Wright: Ace Attorney                 |
| 2013 | L'Héritage des Aslantes                                            |
| 2014 |                                                                    |
| 2015 |                                                                    |
| 2016 |                                                                    |
| 2017 | L'Aventure Layton : Katrielle et la Conspiration des millionnaires |
| 2018 |                                                                    |
| 2019 |                                                                    |
| 2020 |                                                                    |
| 2021 |                                                                    |
| 2022 |                                                                    |
| 2023 |                                                                    |
| 2024 |                                                                    |
| 2025 | Professeur Layton et le Nouveau Monde à Vapeur                     |

1. Professeur Layton et l'Étrange Village (Nintendo DS, Smartphone) (レイトン教授と不思議な町, Reiton-kyōju to Fushigi na Machi?)
2. Professeur Layton et la Boîte de Pandore (Nintendo DS, Smartphone) (レイトン教授と悪魔の箱, Reiton-kyōju to Akuma no Hako?)
3. Professeur Layton et le Destin perdu (Nintendo DS, Smartphone) (レイトン教授と最後の時間旅行, Reiton-kyōju to Saigo no Jikan Ryokō?)
4. Professeur Layton et l'Appel du Spectre (Nintendo DS) (レイトン教授と魔神の笛, Reiton-kyōju to majin no fue?)
5. Professeur Layton et le Masque des miracles (Nintendo 3DS) (レイトン教授と奇跡の仮面, Reiton-kyōju to kiseki no kamen?)
6. Professeur Layton et l'Héritage des Aslantes (Nintendo 3DS) (レイトン教授と超文明Aの遺産, Reiton-kyōju to Chō-Bunmei Ē no Isan?)
7. L'Aventure Layton : Katrielle et la Conspiration des millionnaires (Nintendo 3DS, Nintendo Switch, iOS et Android) (レイトン ミステリージャーニー カトリーエイルと大富豪の陰謀, Reiton Misuterī Jānī: Katorīeiru to Dai Fugō no Inbō?)
8. Professeur Layton et le Nouveau Monde à Vapeur (Nintendo Switch) (レイトン教授と蒸気の新世界, Reiton Kyōju to Jōki no Shin Sekai?)

Il existe également une version de l'Étrange Village dans laquelle toutes les énigmes hebdomadaires sont débloquées, ainsi qu'une difficulté revue à la baisse.
Pour la Boîte de Pandore, les versions japonaises "Level-5 Premium Silver/Gold" sur Nintendo DS contiennent en plus un épisode inédit Professeur Layton et les Vacances à Londres (レイトン教授とロンドンの休日). Les Vacances à Londres contiennent une série de dix énigmes dont certaines sont tirées du premier opus. L'histoire se déroule à Londres, dans le bureau du Professeur Layton où il se remémore ses précédentes aventures dans le monde.
Le 19 octobre 2010, Level-5 annonce un cross-over entre Professeur Layton et la licence de Capcom Ace Attorney. Le jeu s'intitule Professeur Layton vs. Phoenix Wright: Ace Attorney et sort sur Nintendo 3DS.
Un jeu nommé Layton Brothers: Mystery Room est sorti sur iOS et Android en 2012.

## Personnages

### Personnages principaux
- Professeur Hershel Layton (voix japonaise Yō Ōizumi, voix anglaise Christopher Robin Miller, voix française Martial Le Minoux).

Voir article principal
- Luke Triton  (voix japonaise Maki Horikita, voix anglaise Lani Minella, voix française Marie Zidi).

Le deuxième protagoniste, Luke est le jeune assistant et apprenti du Professeur Layton. Sa capacité à interagir avec les animaux est très utile lors des enquêtes. Malgré sa candeur, Luke est étonnamment doué pour les énigmes. Son père, Clark, un vieil ami de Layton, est le maire de la petite ville de Misthallery.
- Emmy Altava (voix japonaise Saki Aibu, voix anglaise Lani Minella, voix française Caroline Klaus).

La jeune assistante universitaire du Professeur Layton. Passionnée de photographie, elle emporte son appareil partout avec elle. Elle est une spécialiste des arts martiaux et quelquefois un peu énigmatique.
- Flora Reinhold (voix japonaise Mamiko Noto, voix anglaise Lani Minella, voix Française Marie Zidi).

Une jeune orpheline rencontrée par le Professeur Layton et Luke au cours du premier opus et qui habite depuis avec eux. Elle ne supporte pas que le Professeur et Luke la laissent seule lors de leurs enquêtes. Il se pourrait qu'elle adore, mais qu'elle ne sache pas bien cuisiner, au détriment de Luke et de Layton. Son nom est Aloma dans la version japonaise du jeu.
- Inspecteur Chelmey (voix japonaise Shiro Saito, voix anglaise Christopher Robin Miller, voix française Michel Elias).

Un célèbre et renommé inspecteur anglais, qui s'emporte facilement et qui fait toujours les choses selon les lois et les règles. Il s'entend bien avec l'inspecteur Clamp Grosky, mais a parfois du mal à supporter Barton, son étourdi et maladroit collègue, que l'on ne voit jamais sans lui.
- Inspecteur Clamp Grosky

Célèbre inspecteur de Scotland Yard, il n'hésite pas à montrer son côté sportif même s'il peut se révéler naïf. Il possède de nombreuses fans.
- Don Paolo (voix anglaise Christopher Robin Miller), voix française Martial Le Minoux

De son vrai nom Paul, il est un savant fou banni de la communauté scientifique à cause de pratiques illégales. Il est l'antagoniste récurrent de la première trilogie.
- Jean Descole

Un éminent scientifique autoproclamé, apparaissant comme étant l'ennemi de Layton dans la seconde trilogie. Il cache derrière son aspect noble, un esprit froid et calculateur. Il ne recule devant rien pour parvenir à ses fins. On ne connait que peu de choses sur lui. Personne ne connait le visage qui se cache sous son masque.

### Personnages introduits dansLa Boîte de Pandore
- Vladimir Van-Herzen (voix japonaise Takao Ōsawa,Voix Française:Stéphane Miquel)

Vieil homme sous le charme d'un gaz hallucinogène qui se fait passer pour un "vampire immortel". Il détient la clé des mystères de la ville de Folsense. Il est également le propriétaire original de l'insaisissable "Coffret Céleste".
- Sophia (voix japonaise Suzuka Ohgo)

Sophia est le grand amour de Vladimir et la grand-mère de Katia. Elle est liée au coffret céleste mais est décédée un an auparavant.
- Katia Anderson (voix japonaise Suzuka Ohgo)

Katia est une mystérieuse fille qui est liée à Vladimir, son grand-père, et au coffret céleste. C'est également la petite fille de Sophia.

### Personnages introduits dansLe Destin Perdu
- Luke adulte ou Clive (voix japonaise Shun Oguri) [3]

Un jeune homme qui se présente comme le Luke du futur et qui demande l'aide du Professeur Layton pour sauver le Londres du futur. Il s'agit en fait de Clive Dove. Son vrai nom de famille est inconnu mais étant adopté par Constance Dove, il la considère comme sa mère. C'est un enfant qui a perdu ses parents dans l'accident de l'Institut de Recherche Multidimensionnelle, il y a 10 ans de cela. Il a juré de se venger des responsables et compte détruire Londres. Il ne prend contact avec Layton uniquement dans l'espoir qu'il parvienne à l'en empêcher.
- Claire Folley

L'amour passé du Professeur Layton. Elle est supposée être décédée à la suite d'un accident en travaillant sur la machine à voyager dans le temps, elle a été en fait expédiée 10 ans dans le futur. À la fin, elle explique que les molécules de son corps sont instables et que le transfert va prendre fin, elle va donc se retrouver à son point de départ, 10 ans auparavant et mourir dans l'explosion de la machine.
- Dimitri Allen

Grand scientifique qui a passé son temps sur des recherches pour une machine à remonter le temps pour sauver Claire 10 ans plus tôt. Il se faisait passer pour le Layton du futur. Son pseudonyme est le Docteur Alain Stanguhn.
- Bill Hawks

Le 1er ministre de Londres, il était un ancien scientifique avec Dimitri et voulait tester la machine à remonter le temps sur Claire. Sa cupidité l'avait poussé à vendre la machine, et est vite devenu riche. Il est ensuite rentré en politique et a pris soin d'étouffer les rumeurs concernant l'accident de l'Institut de Recherche Multidimensionnelle.

### Personnages introduits dansL'Appel du Spectre
- Keats

Le chat de Mamie Mystère, il se trouve un peu partout en ville et aide le Professeur Layton, Luke et Emmy à retrouver les énigmes perdues.
- Clark Triton

C'est le père de Luke. Il a étudié l'archéologie à Gressenheller aux côtés de son ami Hershel Layton. Il est désormais maire de Misthallery.
- Brenda Triton

C'est la mère de Luke et son mari est Clark. Elle est douce et fait preuve d'une grande bonté.
- Arianna

Fille de Evan Barde et grande sœur de Tony, c'est une jeune fille gravement malade et amie de Luke. Loosha l'aide à trouver le Jardin d'Or pour la guérir car l'air du célèbre jardin est pur.
- Commissaire Jakes

À la tête de la police de Misthallery, il jouit d'une excellent réputation et se fait surnommer le « commissaire futé ». .

### Personnages introduits dansLe Masque des Miracles
- Randall Ascott

Ami d'enfance du Professeur Layton, passionné d'archéologie, il entraîne Hershel dans une expédition, dans le but de découvrir le Trésor des Aslantes, avec pour clé le Masque du Chaos. À la suite d'un malheureux accident, celui-ci disparaît dans les ruines d'Akavadon.
- Alphonse Dalston

Sous ses airs de brute, Alphonse Dalston, un des hommes les plus puissants de Dorémont, est très calme et aime beaucoup les animaux. Il s'est donné comme objectif de construire son empire hotellier, comme son père.
- Marissa Dumont

Amie d'enfance de Layton et petite amie de Randall Ascott, elle s'opposait au départ en expédition de ce dernier. Ayant beaucoup souffert de la disparition de Randall, elle a coupé les ponts, et n'a pas renoué connaissance avec Hershel pendant 18 ans, à tort, lui reprochant tout. Elle demande l'aide d'Hershel à travers une lettre pour sauver la ville de Dorémont.
- Williams

C'est le Maire de Dorémont. Il est petit et trappu.
- Henry Dumont

Henry, ancien majordome du baron Ascott, fonda l'hôtel du Retour et promettait une somme faramineuse à qui retrouverait Randall, un ami qui lui était très cher. Une ville, Dorémont, s'est développée autour. Il en est l'homme le plus riche et le plus influent, ainsi que le fondateur.
- Elizabeth

La « magnifique et extralucide » Elizabeth, femme âgée recueillant les énigmes délaissées. Elle rappellerait à certaines personnes, quelqu'un...
- Léonard Bloom

Inspecteur en chef de Scotland Yard, sollicité pour enquêter à Dorémont.
- Leon Bronev

Enigmatique patron de l'organisation Target, on ne le voit que très peu dans cet opus. Il est déterminé à découvrir le secret des Aslantes, en mettant la main sur les trois hauts lieux : les Havres de Bienfaits de Misthallery, le Foyer de l'infini d'Akavadon et Ambrosia, la cité de l'Harmonie.

## Système de jeu
Le jeu est essentiellement une collection d'énigmes et de casse-têtes séparés par des phases d'exploration. Ces énigmes ne sont pas directement liées à l'intrigue, mais il faudra en résoudre un certain nombre pour pouvoir progresser. Il existe un système d'indices pour aider à la résolution des énigmes, qui coûte l'utilisation de "pièces SOS" qui peuvent être trouvées dans le décor en quantité limitée. Au début du jeu, le joueur commence avec dix pièces SOS. Toutes les énigmes ont été créées pour la série par Akira Tago, célèbre pour sa série à succès Mental Gymnastics. L'Étrange village compte 135 énigmes et la Boîte de Pandore en compte 153. Les picarats, reçus grâce à la résolution d'énigmes, offrent différents contenus supplémentaires du jeu.

### Compatibilité Wi-Fi
Tous les jeux de la série sont compatibles avec la Nintendo Wi-Fi Connection, permettant aux joueurs de se connecter à Internet pour télécharger de nouvelles énigmes tous les jeudis à midi. Dans les énigmes téléchargées, le joueur ne peut gagner de picarats supplémentaires et au lieu de pouvoir utiliser les pièces SOS, il a droit à un indice par semaine.

## Histoire

### L'Étrange Village
L'éminent archéologue et professeur Hershel Layton, accompagné de son fidèle assistant Luke Triton, se rendent au village de Saint Mystère sur la demande de Lady Dahlia Reinhold, veuve du Baron Augustus Reinhold. Elle les somme de résoudre le mystère de la Pomme d'Or, héritage laissé par son défunt mari. Le Baron décida, dans ses dernières volontés, que quiconque résoudrait ce mystère hériterait de tout ce qu'il possédait. Personne au village ne sait ce qu'est la Pomme d'Or, et le Professeur et Luke devront le découvrir.

### La Boîte de Pandore
Le Professeur Layton et Luke vont à la rencontre du mentor de Layton, Andrew Schrader, qui leur a envoyé une lettre au sujet d'une mystérieuse boîte. Schrader écrit qu'il souhaite que le Professeur Layton s'occupe de cette affaire s'il devait lui arriver quelque chose. Layton et Luke se rendent à son domicile et le retrouvent inconscient, dans de mystérieuses circonstances. Dès lors, le Professeur, Luke et Flora vont effectuer un grand voyage pour retrouver la mystérieuse Boîte de Pandore et découvrir ses secrets.

### Le Destin Perdu
L'histoire commence par la réception d'une lettre de Luke envoyée… 10 ans dans le futur. En enquêtant sur la disparition du premier ministre britannique, Bill Hawks, le Professeur Layton et Luke se retrouvent à l'horlogerie de Midland Road, à Londres, dont les propriétaires possèderaient une horloge permettant de voyager dans le temps. Dès lors, le Professeur et Luke se retrouvent propulsés dans un Londres du futur, dans lequel ils devront résoudre le mystère de la lettre.

### L'Appel du Spectre
Cet épisode apparait comme le premier opus d'une trilogie de préquels, situés au moment où Luke fait la rencontre du Professeur Layton. Ce dernier avait reçu une lettre de Clark Triton, un de ses vieux amis, qui lui demandait de l'aider à protéger la ville de Misthallery dont il est le maire. Une vieille légende raconte qu'un spectre géant était invoqué à l'aide d'une mystérieuse flûte jouée par une jeune fille, pour qu'il protège la ville de Misthallery dans les moments difficiles. Mais aujourd'hui, un véritable spectre malveillant détruit les maisons de Misthallery pendant la nuit, ses apparitions étant toujours accompagnées du son d'une flûte. Le Professeur Layton, a qui l'on a assigné une jeune femme du nom d'Emmy pour assistante, se rend donc à Misthallery pour aider son ami.

### Le Masque des miracles
Second opus de la trilogie, dans lequel le Professeur Layton, Luke et Emmy se rendent à Dorémont, une ville très prospère fondée par un ami d'enfance de Layton au cœur du désert. Mais un criminel se faisant appeler le Maître du Masque œuvre à terroriser les habitants avec des tours de magie qu'il appelle "prodiges". L'ami d'enfance de Layton compte alors sur lui pour résoudre ce mystère.

### L'Héritage des Aslantes
Troisième opus de la trilogie, dans lequel le Professeur Layton, Luke et Emmy rejoignent l'éminent Professeur Desmond Sycamore dans la ville lointaine et enneigée de Fröenborg. Ils y rencontreront une momie vivante nommée Gaïa, qui aurait été piégée dans les glaces par la très ancienne et mystérieuse civilisation des Aslantes, dont elle s'avère être l'émissaire. Elle a été envoyée par ce peuple très avancé pour révéler aux hommes d'aujourd'hui l'héritage que leur a laissé cette civilisation.

### La Diva éternelle
Un film d'animation, a été produit par Masakazu Kubo, principalement connu pour avoir produit les films Pokémon. Il s'agit d'une histoire inédite et dont les évènements se déroulent après ceux de L'appel du spectre et avant ceux du Masque des Miracles. Mais dont le début et la toute fin, post-générique, se déroulent 3 ans plus tard, c'est-à-dire après L'Etrange village. Ce qui est confirmé par la présence de Flora et de Don Paolo lors d'une courte intrigue sur qui a volé le son du Big Ben. Le film reste fidèle aux jeux en tout ce qui concerne les énigmes, les musiques et les personnages. Le 2 mars 2009, Level-5 ouvre le site officiel Professeur Layton et la Diva éternelle. Il contient quatre publicités sous forme d'énigmes où l'on voit Layton et Luke. Le film est sorti en France le 13 octobre 2010 en DVD, Blu-ray et édition collector. Ces derniers sont édités par Kaze. L'édition collector comporte le film en DVD et en Blu-ray, le story-board de 640 pages, et un troisième DVD qui comporte la présentation de Level-5, la conception des scènes 3D, visite des studios, la dernière énigme décryptée et une nouvelle énigme inédite.

#### Synopsis
Une nouvelle énigme attend le Professeur Layton et Luke lorsque la jeune cantatrice Janice Quatlane leur confie avoir aperçu le fantôme de sa meilleure amie défunte. Impossible pour le gentleman qu’est Layton de laisser cette demoiselle en détresse. Pour percer ce mystère, Luke et le professeur se rendent au "Crown Petone" le plus célèbre opéra du monde où le compositeur de génie, Oswald Whistler, dévoile sa dernière œuvre. Mais sur place, la représentation se transforme en un jeu effrayant dont le gagnant se verra octroyer l'immortalité. La clé de l'énigme se trouve dans la vie éternelle.

#### Personnages introduits dansLa diva éternelle
- Mélina Whistler

Jeune fille, meilleure amie de Janice, décédée des suites d'une maladie. Elle aime la musique et le chant.
- Janice Quatlane

Ancienne étudiante du Professeur Layton avant d'entamer une carrière de chanteuse. Célèbre cantatrice, elle est présumée être la diva éternelle. C'est la meilleure amie de Mélina.
- Oswald Whistler

C'est le père de Mélina. C'est aussi le compositeur de l'opéra que joue Janice. On ne sait pas grand-chose de lui.
- Nina

Petite fille de 7 ans qui serait la réincarnation de Mélina.
- Amélia

Jeune fille, participante au jeu de la vie éternelle, qu'elle compte gagner pour son grand-père. Elle a été invitée par Oswald Whistler

## Chronologie des épisodes
| Titre de l'épisode                             | Type                    | Date de sortie en Europe | Ordre chronologique | Ventes totales |
| ---------------------------------------------- | ----------------------- | ------------------------ | ------------------- | -------------- |
| Professeur Layton et l'Appel du Spectre        | Jeu sur Nintendo DS     | Novembre 2011            | 1er                 | 2,70 millions  |
| Professeur Layton et la Diva éternelle         | Film                    | Décembre 2009            | 2e                  |                |
| Professeur Layton et le Masque des miracles    | Jeu sur Nintendo 3DS    | Octobre 2012             | 3e                  | 1,68 million   |
| Professeur Layton et l'Héritage des Aslantes   | Jeu sur Nintendo 3DS    | Novembre 2013            | 4e                  | 0,77 millions  |
| Professeur Layton et l'Étrange Village         | Jeu sur Nintendo DS     | Novembre 2008            | 5e                  | 5,21 millions  |
| Professeur Layton et la Boîte de Pandore       | Jeu sur Nintendo DS     | Septembre 2009           | 6e                  | 3,98 millions  |
| Professeur Layton et le Destin perdu           | Jeu sur Nintendo DS     | Octobre 2010             | 7e                  | 3,28 millions  |
| Professeur Layton et le Nouveau Monde à Vapeur | Jeu sur Nintendo Switch | 2025                     | 8e                  |                |

Le studio Level-5 a annoncé que L'Héritage des Aslantes serait le dernier épisode de la série au vu des ventes déclinantes des deux derniers jeux 3DS (dû peut-être au changement de console, ou à des énigmes de plus en plus faciles).
Professeur Layton vs. Phoenix Wright: Ace Attorney est un jeu vidéo crossover de la série Professeur Layton et la série Ace Attorney et est sorti sur Nintendo 3DS le 29 novembre 2012 au Japon et le 28 mars 2014 en Europe.
En février 2023, malgré l'annonce de la fin de la série avec L'Héritage des Aslantes, Nintendo et le studio Level-5 communiquent la sortie future d'un nouvel opus sur Nintendo Switch, intitulé Professeur Layton et le nouveau monde de vapeur.